# Crossley

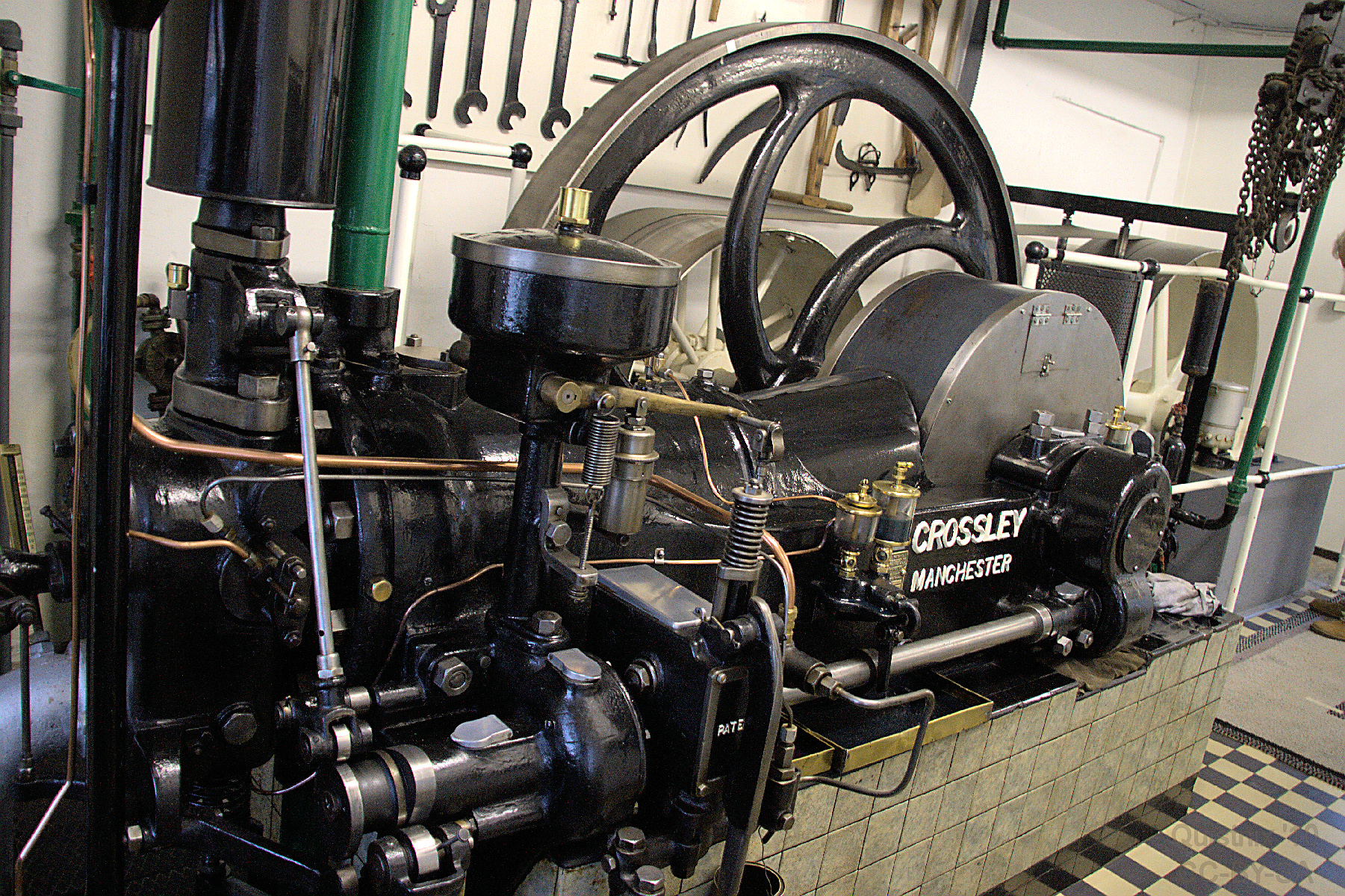
Oude Liermolen met een Crossley dieselmotor

Crossley (Manchester, Verenigd Koninkrijk) was een vooruitstrevend bedrijf in de productie van verbrandingsmotoren. Opgericht in 1867 door de broers Francis (1839-1897) en William Crossley (1844-1911). In 1881 werden de werkzaamheden officieel voortgezet onder de naam Crossley Brothers. Hun eerste dieselmotor werd in 1898 gebouwd. In 1905 werd hun eerste wegvoertuig gepresenteerd op de Mondial de l'Automobile.
Er werden meer dan 100.000 Crossley motoren gebouwd.
In 1988 werd het bedrijf, als Allen Power Engineering - Crossley Engines, een onderdeel van de Rolls-Royce Power Engineering group. In 1995 werd de productie van eigen motoren gestaakt, maar onder de naam Crossley Works bleef men actief met assemblage van motoren waarvan de onderdelen elders in het concern waren gemaakt. Hieraan kwam in 2009 een einde. Het fabrieksgebouw in Manchester is daarna gesloopt.

In 1906 richtte Crossley een aparte tak op met de focus op de productie van wegvoertuigen. Dit Crossley Motors Ltd. heeft vele automobielen, vrachtwagens en autobussen vervaardigd, ook voor de export. In Nederland was Crossley in de jaren 1945-1960 een veel voorkomend autobusmerk.